# Udaloj (rušilec)
Udaloj (rusko Удалой, hrabri) je bil raketni rušilec razreda Fregat Ruske vojne mornarice. Bil je del 10. brigade protipodmorniških ladij Severne flote v Severomorsku. Njegov gredelj je bil položen 23. julija 1977 v Ladjedelnici Jantar, splavljen je bil 5. februarja 1980, v uporabo pa je bil predan 31. decembra 1980. Razvoj projekta 1155 Fregat se je začel v Severnem projektno-konstruktorskem biroju leta 1972 pod vodstvom glavnih konstruktorjev Nikolaja Pavloviča Soboljeva in Vasilija Pavloviča Mišina.
Leta 1983 je spremljal letalonosilko Novorossijsk na odpravi v Atlantik do zemljepisne širine Gibraltarja.
Leta 1984 je opravil uradni obisk Kube, nato pa bojno patruljiranje v Sredozemskem morju.
V letih 1988–1990 je bil na večjem remontu v Kronštatu.
Leta 1991 je od Gibraltarja spremljal letalonosilko Admiral Kuznjecov na plovbi v domače pristanišče Severomorsk. Med potjo je odkril in ohranjal stik s štirimi sovražnikovimi podmornicami.
Zaradi pomanjkanja mornarjev je bil leta 1993 premeščen v rezervo, 16. avgusta 1997 pa je bil upokojen. Leta 2002 je pri razrezu potonil v Kolskem zalivu. Leta 2006 je bil dvignjen in dokončno razrezan.